# Romain Goupil
Romain Goupil (Parigi, 1951) è un regista, sceneggiatore e attore francese.

## Filmografia

### Regista
- Mourir à trente ans (1982) - anche sceneggiatore
- La Java des ombres (1983) - anche sceneggiatore
- Sueurs froides - serie TV, 1 episodio (1988)
- Maman (1990) - anche sceneggiatore
- Contre l'oubli - segmento (1991)
- Lettere per L... (Lettre pour L...) (1994)
- Sa vie à elle - film TV (1996)
- À mort la mort! (1999) - anche sceneggiatore
- Une pure coïncidence (2002)
- Quotidien Bagdad - film TV (2004) - anche sceneggiatore
- Tutti per uno (Les Mains en l'air) (2010) - anche sceneggiatore

### Attore
- Sciampiste & Co. (Vénus Beauté (Institut)), regia di Tonie Marshall (1999)
- À mort la mort!, regia di Romain Goupil (1999)
- A mia sorella! (À ma sœur!), regia di Catherine Breillat (2001)
- La Bande du drugstore, regia di François Armanet (2002)
- Les Murs porteurs, regia di Cyril Gelblat (2007)
- Racconto di Natale (Un conte de Noël), regia di Arnaud Desplechin (2008)
- Rien dans les poches, regia di Marion Vernoux - film TV (2008)
- Tutti per uno (Les Mains en l'air), regia di Romain Goupil (2010)
- Les Mains libres, regia di Brigitte Sy (2010)
- La Ligne droite, regia di Régis Wargnier (2011)
- Les Yeux de sa mère, regia di Thierry Klifa (2011)